# Russell Melvin Shoatz
 (avril 2024).
La mise en forme du texte ne suit pas les recommandations de Wikipédia : il faut le « wikifier ».
Les points d'amélioration suivants sont les cas les plus fréquents. Le détail des points à revoir est peut-être précisé sur la page de discussion.
- Les titres sont pré-formatés par le logiciel. Ils ne sont ni en capitales, ni en gras.
- Le texte ne doit pas être écrit en capitales (les noms de famille non plus), ni en gras, ni en italique, ni en « petit »…
- Le gras n'est utilisé que pour surligner le titre de l'article dans l'introduction, une seule fois.
- L'italique est rarement utilisé : mots en langue étrangère, titres d'œuvres, noms de bateaux, etc.
- Les citations ne sont pas en italique mais en corps de texte normal. Elles sont entourées par des guillemets français : « et ».
- Les listes à puces sont à éviter, des paragraphes rédigés étant largement préférés. Les tableaux sont à réserver à la présentation de données structurées (résultats, etc.).
- Les appels de note de bas de page (petits chiffres en exposant, introduits par l'outil «  Source ») sont à placer entre la fin de phrase et le point final[comme ça].
- Les liens internes (vers d'autres articles de Wikipédia) sont à choisir avec parcimonie. Créez des liens vers des articles approfondissant le sujet. Les termes génériques sans rapport avec le sujet sont à éviter, ainsi que les répétitions de liens vers un même terme.
- Les liens externes sont à placer uniquement dans une section « Liens externes », à la fin de l'article. Ces liens sont à choisir avec parcimonie suivant les règles définies. Si un lien sert de source à l'article, son insertion dans le texte est à faire par les notes de bas de page.
- La présentation des références doit suivre les conventions bibliographiques. Il est recommandé d'utiliser les modèles {{Ouvrage}}, {{Chapitre}}, {{Article}}, {{Lien web}} et/ou {{Bibliographie}}. Le mode d'édition visuel peut mettre en forme automatiquement les références.
- Insérer une infobox (cadre d'informations à droite) n'est pas obligatoire pour parachever la mise en page.

Pour une aide détaillée, merci de consulter Aide:Wikification.
Si vous pensez que ces points ont été résolus, vous pouvez retirer ce bandeau et améliorer la mise en forme d'un autre article.
Russell Shoatz (23 août 1943 - 17 décembre 2021), également connu sous le nom de Maroon, était un activiste politique américain, écrivain et meurtrier reconnu coupable. Il était membre fondateur du Black Unity Council, ainsi que membre du Black Panther Party, et un « soldat » dans l'Armée de libération noire. En 1973, il a été reconnu coupable du meurtre en 1970 du policier  Frank Von Colln originaire de Philadelphie en Pennsylvanie.

## Condamnation sous-jacente
En août 1970, le sergent de police de Philadelphie Frank Von Colln (âgé de 43 ans et père de deux enfants) a été pris dans une embuscade et assassiné tout en parlant au téléphone dans le poste de garde de Cobbs Creek, à l'angle de la 63e rue et de la rue Catherine à Philadelphie. Von Colln s'est fait tirer dessus à cinq reprises par des membres d'un groupe connu sous le nom des Révolutionnaires alors qu'il venait d'envoyer deux officiers pour enquêter sur la fusillade d'un autre officier par des membres du même groupe. Deux autres policiers ont été blessés par balle au cours de la même période de 24 heures.

## Arrestation et charges
En janvier 1972, Russell Shoatz fut arrêté et inculpé du meurtre de Von Colln. En 1973, après un procès devant jury, Shoatz a été reconnu coupable de meurtre au premier degré et de coups et blessures avec intention de tuer, de vol aggravé et de complot. Il a été condamné à la prison à vie sans possibilité de libération conditionnelle. Quatre autres suspects ont également été inculpés, reconnus coupables et condamnés à la prison à vie pour le meurtre de Von Colln. En 1996, un sixième suspect a été appréhendé à Chicago et également inculpé, mais a été acquitté en 1999.

## Incarcération
Shoatz a commencé à purger sa peine à perpétuité en 1973. En septembre 1977, Shoatz et plusieurs autres détenus ont pris d'assaut un bloc cellulaire au centre correctionnel de l'État de Huntingdon.
Shoatz a blessé plusieurs gardes avec un couteau et, avec trois autres prisonniers, a tenté de s'échapper de la prison. Deux des détenus ont été capturés immédiatement et un troisième a été tué lors de l'évasion. Shoatz est resté en liberté jusqu'à ce qu'il soit capturé en octobre 1977. Transféré à Fairview, un établissement à sécurité maximale à Waymart en Pennsylvanie, Shoatz s'est de nouveau évadé en 1980 après qu'un autre prisonnier ait introduit clandestinement un revolver et une mitraillette. Trois jours plus tard, une fusillade avec les autorités de l'État a abouti à sa capture.
En juin 1991, Shoatz a été emprisonné en isolement où il a été détenu pendant plus de 22 années consécutives jusqu'au 20 février 2014, date à laquelle il a été renvoyé dans la population générale de la prison.

Le dernier rejet de l'appel de son avocat pour son retour dans la population carcérale régulière a mis en évidence le point central de la controverse :
Dans l'atmosphère instable d'une prison, un détenu peut facilement constituer une menace inacceptable pour la sécurité des autres prisonniers et des gardiens, même s'il n'a lui-même commis aucune faute ; la rumeur, la réputation et des facteurs encore plus impondérables peuvent suffire à déclencher des incidents potentiellement désastreux. Le jugement des responsables pénitentiaires dans ce contexte, tout comme celui de ceux qui prennent les décisions en matière de libération conditionnelle, repose en grande partie sur des évaluations purement subjectives et sur des prévisions de comportements futurs.
Shoatz a obtenu une libération pour raisons humanitaires le 26 octobre 2021, après avoir souffert d'un cancer colorectal avancé. Il est décédé moins de deux mois plus tard, le 17 décembre, à l'âge de 78 ans.
- Liberation or Gangsterism: Freedom or Slavery (voir[9])
- Maroon the Implacable: The Collected Writings of Russell Maroon Shoatz (voir[10])
- The Dragon and the Hydra: A Historical Study of Organizational Method -  Traduit en français sous le nom L’Hydre et le Dragon aux éditions LIBRE (2019)